# Tesson
Tesson ist eine französische Gemeinde mit 1144 Einwohnern (Stand 1. Januar 2022) im Département Charente-Maritime in der Region Nouvelle-Aquitaine.

## Lage
Tesson liegt in der alten Kulturlandschaft der Saintonge etwa 14 Kilometer (Fahrtstrecke) südlich von Saintes bzw. etwa 13 Kilometer nordwestlich von Pons. Der Hauptort des Gemeindeverbandes, Gémozac, befindet sich knapp acht Kilometer südlich.

## Bevölkerungsentwicklung
| Jahr      | 1968 | 1975 | 1982 | 1990 | 1999 | 2006 | 2016 |
| Einwohner | 557  | 546  | 705  | 758  | 812  | 966  | 1045 |

In der ersten Hälfte des 19. Jahrhunderts lag die Zahl der Einwohner beständig über 600; danach sorgte die Reblauskrise im Weinbau und die Mechanisierung der Landwirtschaft für einen stetigen Rückgang. Aufgrund der relativen Nähe zu den Städten Saintes und Pons und der vergleichsweise günstigen Miet- und Grundstückspreise ist die Bevölkerungszahl von Tesson in den letzten Jahren wieder leicht angestiegen.

## Wirtschaft
Landwirtschaft und Weinbau bestimmen seit Jahrhunderten das Wirtschaftsleben des Ortes, der daneben auch als Handels-, Handwerks- und Dienstleistungszentrum für die – mittlerweile weitgehend verschwundenen – Weiler und Einzelgehöfte im Umland fungierte. Der helle Kalkstein von Tesson war sehr begehrt und so gab es bis 1960 in der Umgebung des Ortes mehrere Steinbrüche. Die Böden der Gemeinde gehören zum Anbaugebiet der Fins Bois des Weinbaugebietes Cognac, doch wird auf vielen Ackerflächen auch Getreide (Weizen, Mais) angebaut. Seit den 1980er Jahren ist der Tourismus (Vermietung von Ferienwohnungen) als Einnahmequelle hinzugekommen.

## Geschichte
Wie der Fund eines Wagengrabes beweist, war die Gegend bereits in vorrömischer Zeit besiedelt. Im Mittelalter lag der Ort an einer Nebenstrecke des Jacobswegs, worauf auch zwei Figuren der Westfassade der Kirche hindeuten, die als Pilger und Räuber interpretiert werden. Der Ort wurde im 12. Jahrhundert mit einer romanischen Kirche ausgestattet; ob diese im Hundertjährigen Krieg (1337–1453) in Mitleidenschaft gezogen wurde, ist nicht überliefert. Im 18. Jahrhundert erlebte der Ort eine Blütezeit, da Étienne Guinot, der Grundherr (seigneur) von Tesson und im Jahre 1729 von Ludwig XV. zum Marquis von Monconseil erhoben, sich hier ein neues Schloss erbauen ließ, das an Pracht mit den Schlössern des Nordens (z. B. Vaux-le-Vicomte) wetteiferte – es wurde jedoch während der Französischen Revolution völlig zerstört.

## Sehenswürdigkeiten

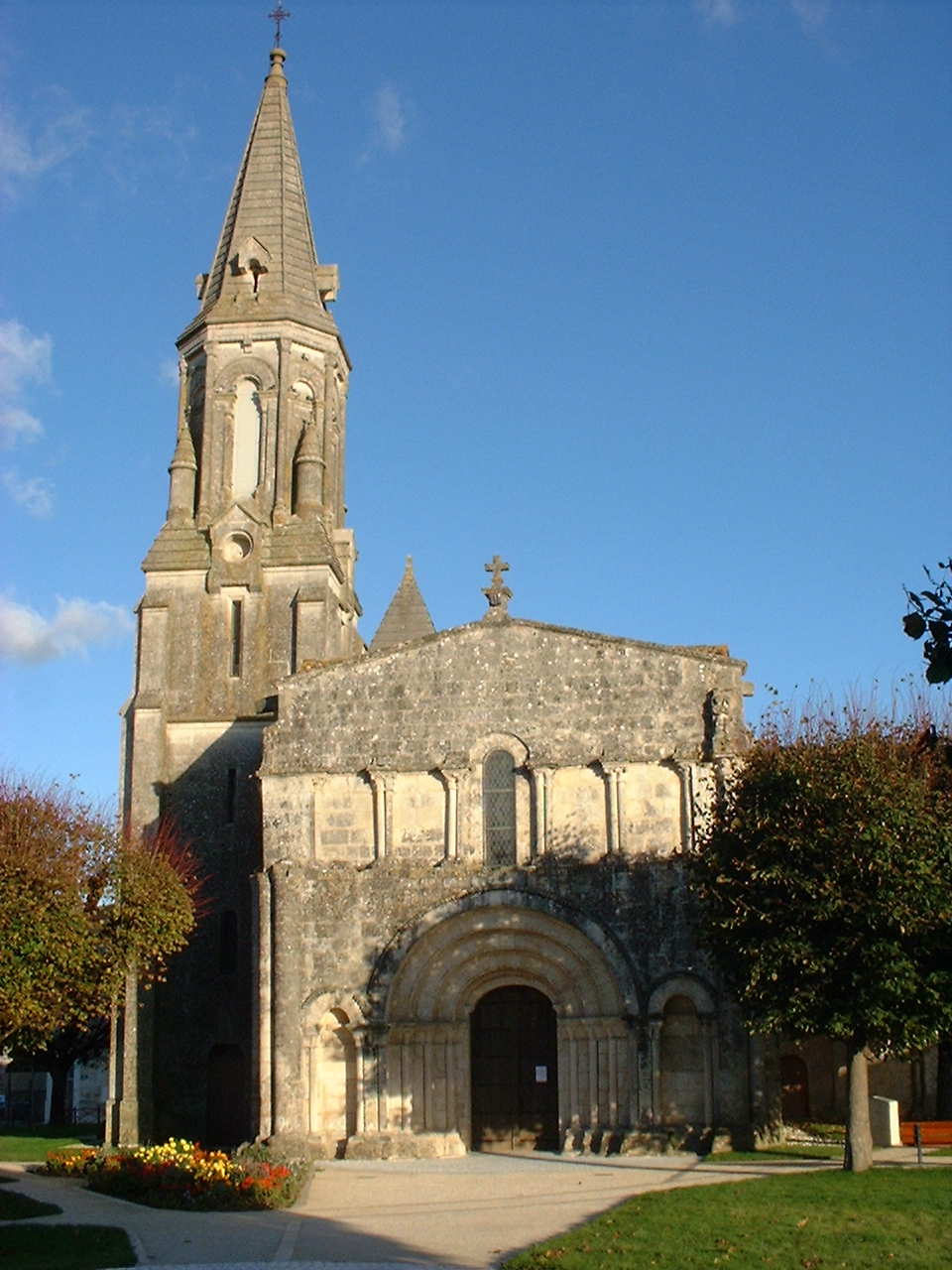
Kirche Saint-Grégoire

Siehe auch: Liste der Monuments historiques in Tesson
- Die Pfarrkirche Saint-Grégoire ist ein Bau des 12. Jahrhunderts mit einem weitgehend schmucklosen, aber architektonisch ausgereiften Archivoltenportal an der Westfassade, welches beidseitig von je einem Blendbogen gerahmt wird. Die Ecken der unteren Fassadenebene sind durch Dienstbündel verstärkt. Das Fenster im mittleren Bereich der Fassade ist seitlich durch paarweise angeordnete Doppelsäulen gerahmt, die die ansonsten kahle Wandfläche auflockern. Ein völlig schmuckloses Giebelfeld, in welches lediglich der Rundbogen des Fensters der mittleren Ebene hineinragt, schließt die Fassade nach oben hin ab. Im Vierungsbereich ist die Kirche um je ein Querhaus nach Norden und Süden erweitert. Der neogotische Turm auf der Nordseite ist eine Zutat des ausgehenden 19. Jahrhunderts. Das einschiffige Innere der Kirche ist von einer Spitztonne gewölbt; die Vierung ist dagegen von einem Rippengewölbe unterfangen, welches auf mächtigen Bündelpfeilern mit spätromanischen Blattkapitellen aufruht. Die drei Apsiden schließen oben jeweils mit Kalotten ab. Der Kirchenbau ist seit 1910 als Monument historique[1] anerkannt.
- Im Ortszentrum steht ein schwer zu datierendes Hosianna-Kreuz mit einem vierteiligen, aus Steintrommeln zusammengesetzten Säulenschaft.
- Das alte Hospital aus dem Jahre 1777 war als Armenpflegehaus gedacht. Die Kosten für den Bau und die Ausstattung (Betten, Mobiliar, Wäsche etc.) summierten sich seinerzeit auf die stolze Summe von 17.000 Livres.
- Unmittelbar daneben befindet sich eine der eigentümlichsten Markthallen Frankreichs. Sie ist nicht als allseits geöffnete Halle konzipiert, sondern nur als einseitig offener Gang. Der 1773 errichtete Bau wurde bis zum Jahr 1960 einmal monatlich genutzt.

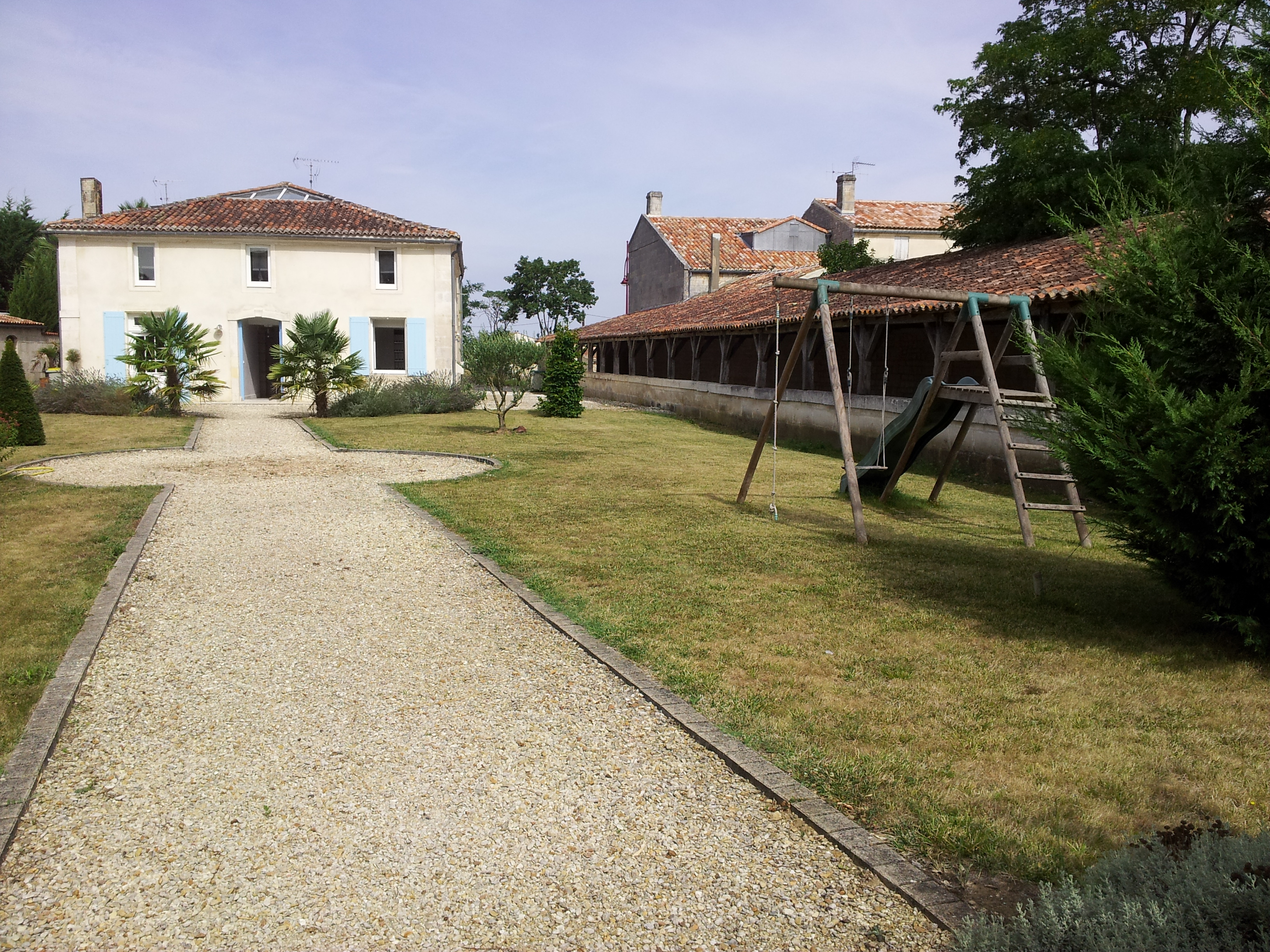
Altes Hospital und Markthalle
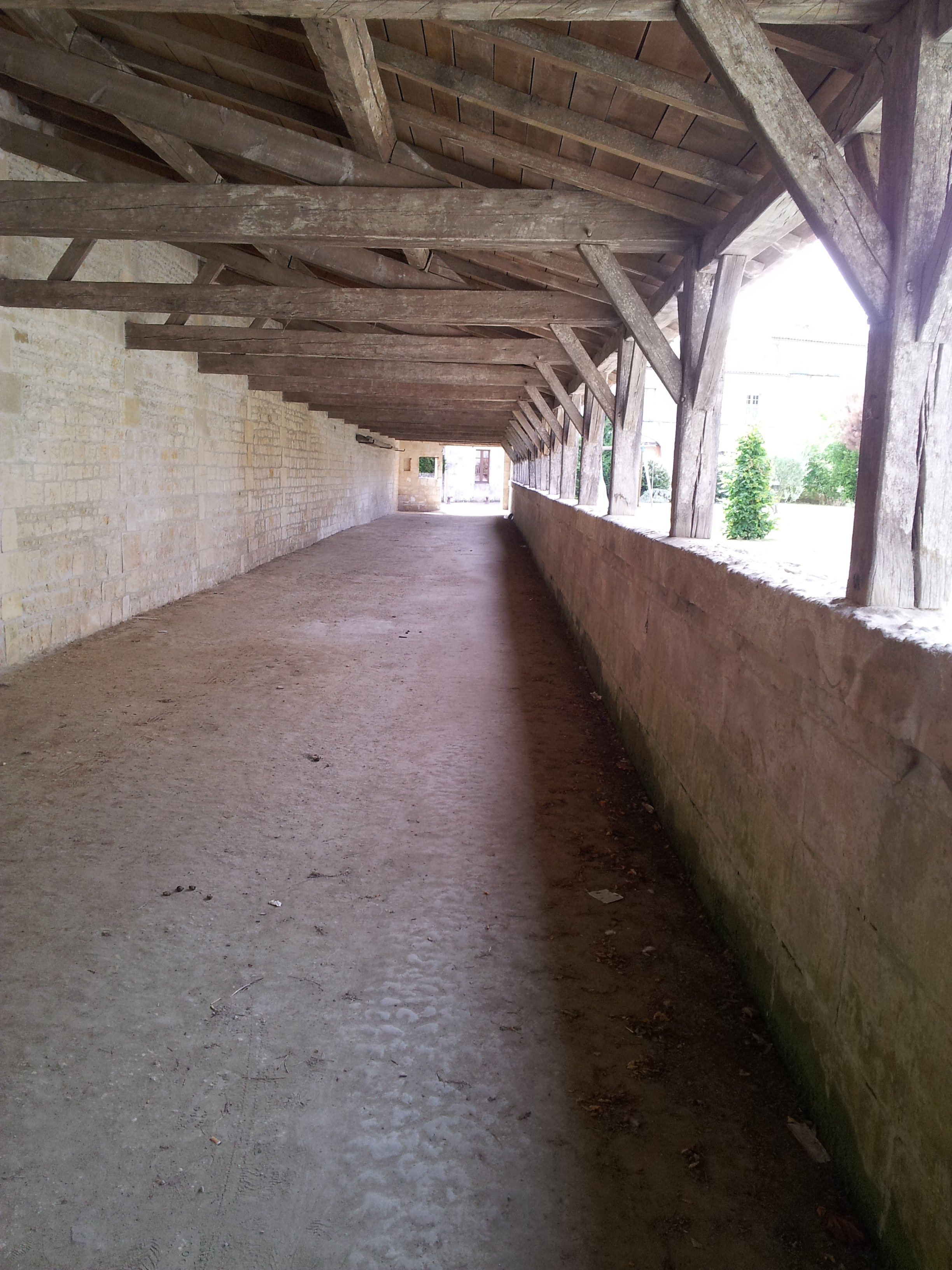
Markthalle
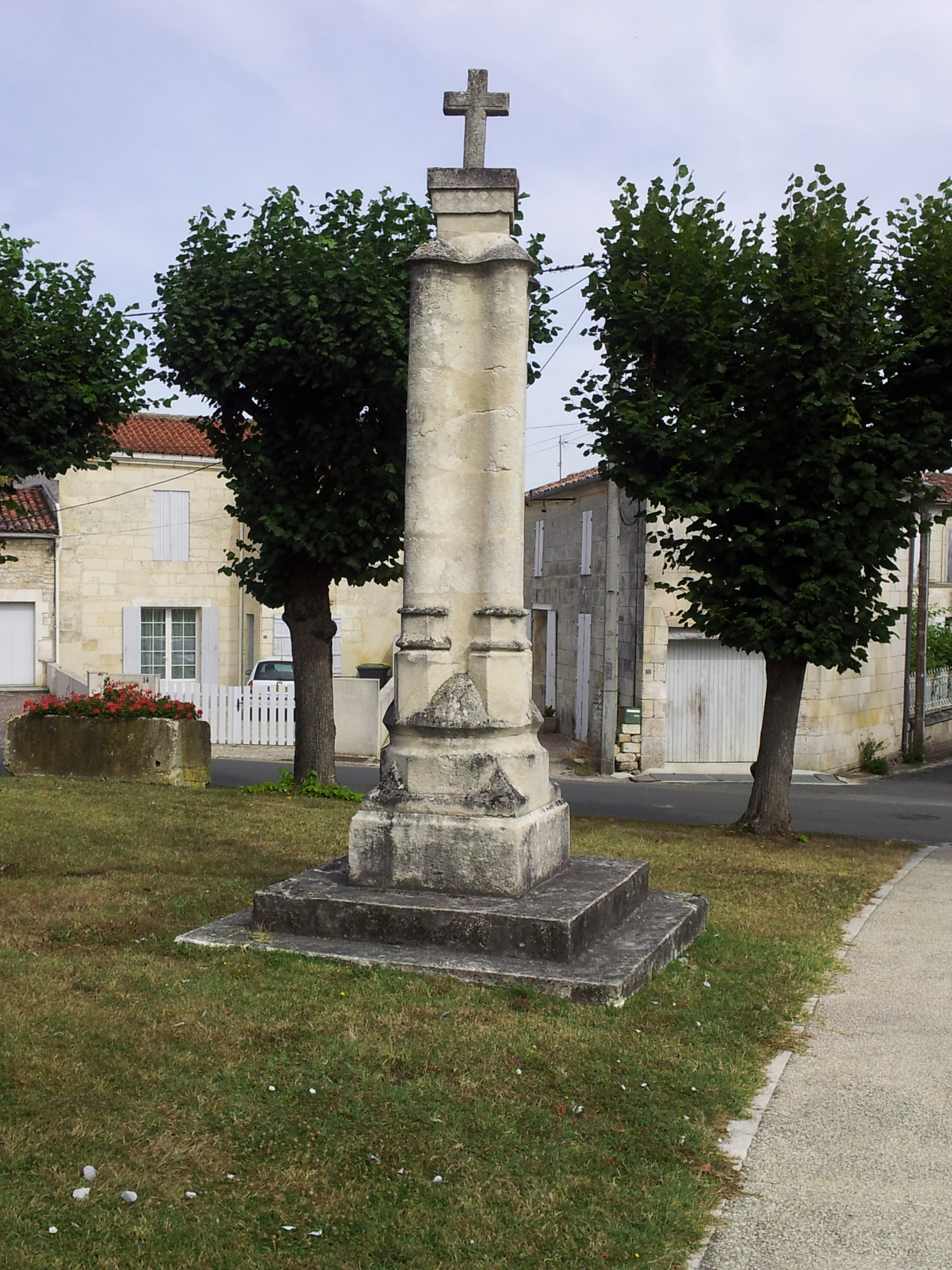
Hosianna-Kreuz